# Koninklijk Atheneum Maaseik
Het Koninklijk Atheneum Maaseik is een gemeenschapsschool in het centrum van Maaseik en is gelegen aan de Burgemeester Phillipslaan.

## Informatie
Het Koninklijk Atheneum maakt deel uit van de Campus Van Eyck.
De Campus van Eyck is onderverdeeld in een basisschool (de sprong, een middenschool waar de 1ste en de 2de middelbaren zitten), een Atheneum waar het 3e, 4e, 5e en 6e jaar van het ASO zitten, en het Technisch Atheneum waar het TSO zit.

## Historie
De oorspronkelijke school werd opgericht in 1826 door koning Willem I.
Sinds 1988 huist de school in de huidige gebouwen.